# Олаф Харальдссон Гейрстадальф
Олаф Харальдссон Гейрстадальф (в саге Олав Альв Гейрстадира, ок. 890 — 934, Тёнсберг) — сын первого великого конунга (короля) Норвегии Харальда Прекрасноволосого, конунг Вингулмарка, Ранрики, Вестфольда и Викена. Дед короля Норвегии Олафа Трюггвасона.

## Биография

### Правление
Впервые упоминается в саге о Харальде Прекрасноволосом при перечислении его детей, был сыном Харальда и Сванхильды, дочери ярла Эйстейна. Имел двух родных братьев: Бьёрна Морехода и Рагнара Рюккеля, а также множество сводных. Около 900 года (когда его отцу было 50 лет) Олаф получил владение Вингулмарк, а вскоре после гибели в битве Гутторма Харальдссона Олаф унаследовал владение сводного брата — Ранрики (en:Ranrike).
Около 930 года в своем поместье Сэхейм Эйриком Кровавой Секирой был убит Бьёрн Мореход. После этого Олаф Гейрстадальф унаследовал Вестфольд, владение брата, воспринял его сына Гудрёда, а также поклялся отомстить убийце брата. В 930 году 80-летний Харальд I отошел от власти и передал правление в руки своего старшего сына, Эйрика I Кровавая Секира. Узнав об этом, жители Викена, большой норвежской провинции, ненавидевшие Эйрика, избрали своим конунгом Олафа Гейрстадальфа.
В 933 году Харальд Прекрасноволосый умер, и Эйрик Кровавая Секира начал с братьями борьбу за единоличную власть. Весной 934 года Эйрик Кровавая Секира отправляется в военный поход на Викен, где ему противостоят Олаф Гейрстадальф и Сигрёд Харальдссон. В Тёнсберге между войсками сводных братьев произошло решающее сражение, в котором войска Олафа и Сигрёда были побеждены, а оба конунга погибли. В настоящее время место (Хаугар), где произошло сражение, находится северо-западнее центра Тёнсберга.

### Семья
Согласно саге, у Олафа Гейрстадальфа был один сын от неназванной жены, Трюггви Олафссон. После гибели отца Трюггви удалось спастись, а позднее от короля Хакона Доброго он получил Вингулмарк и Ранрики, владения отца. Также Олаф воспитывал как собственного сына Гудрёда Бьёрнссона, своего племянника (сына Бьёрна Морехода).